# Twin Famicom
La Twin Famicom (ツインファミコン Tsuinn Famikon?) es una consola de videojuegos que fue producida por Sharp Corporation en 1986 y fue lanzada a la venta solo en Japón. Es un producto de Nintendo autorizado que combina el Family Computer (Famicom) y la Family Computer Disk System (FDS) en una sola pieza de hardware.

## Visión general
Las partes básicas de la Twin Famicom incluyen una ranura de 60 pines para cartuchos de Famicom, una ranura para Disk System's Disk Cards, un interruptor ubicado justo debajo de la ranura del cartucho que permite al jugador elegir entre "Cassette" (カセット Kasetto?) o Disco (Disk (ディスク Disuku?))
, el botón de encendido, el botón de reinicio y los botones de expulsión. Los discos FDS se pueden eliminar con el botón amarillo debajo de la ranura del disco. El mecanismo que utiliza es similar a los que se usan en las unidades de disquete contemporáneas. El botón de expulsión de los cartuchos se encuentra entre los botones de encendido y reinicio. Hace que el cartucho salga de la ranura como las rebanadas de pan al salir de una tostadora.
El sistema no permite que ambas ranuras se utilicen al mismo tiempo. El interruptor que cambia el modo de disco a cartucho funciona de manera tal que la elección de usar la ranura del cartucho bloqueará la unidad de disco, y viceversa. Sin embargo, en algunos sistemas, solo se bloqueará la ranura del cartucho, pero es imposible cambiar al modo cartucho mientras se lee el disco.

### Especificaciones
- Procesador principal: Ricoh 2Un03 en 1.79 MHz.
- RAM: 2 KB RAM de trabajo, 2 KB RAM de vídeo, 32 KB RAM de trabajo en FDS modo, 8 KB RAM de vídeo en FDS modo.
- ROM: FDS BIOS y casete "de 60 pines" (cartucho) ranura.
- Audio: Seis canales; dos pulse wave ondulatorios, un canal de triángulo, un canal de ruido, un canal PCM, un canal de tabla de ondas de 6 bits.
- Gráficas: Ricoh 2C02; 256×240 píxeles, 64 sprites, puede mostrar 25 colores fuera de 53.

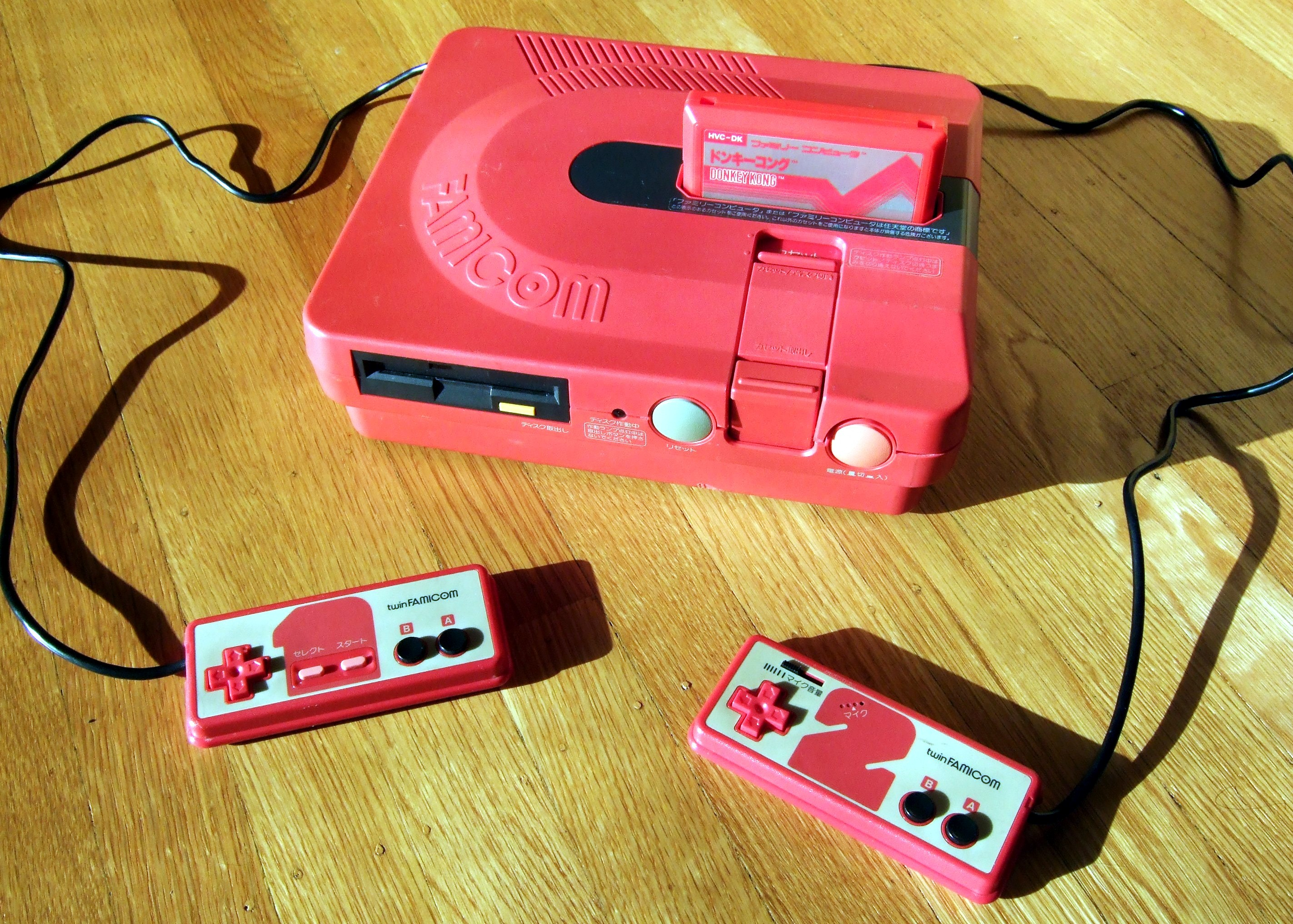
Variante roja de la Twin Famicom

## Características
Como todas las otras consolas Famicom, la Twin Famicom tiene un puerto que permite el uso de juegos que soportan más que los dos jugadores habituales, como lo sería Moero TwinBee. También permite conectar la versión correspondiente de NES Zapper. Hay un segundo puerto, con una forma ligeramente diferente, para conectar otro Famicom a través de la unidad black RAM que viene con el Famicom Disk System estándar. Esto permite que una Famicom independiente use la unidad de disco en la Twin Famicom.
Otro rasgo único de esta consola es su color. Mientras que el Famicom original venía en una combinación de colores única, el Twin Famicom se vendió inicialmente en dos colores: rojo con detalles negros (AN-500R) y negro con detalles rojos (AN-500B). Una segunda versión del sistema fue lanzada en 1987 con un diseño ligeramente diferente; incluía controles turbo y dos esquemas de color: negro con detalles verdes (AN-505-BK) y rojo con detalles beige (AN-505-RD).
A diferencia del Famicom, que usaba un adaptador de RF, el Twin Famicom usaba conectores RCA para video compuesto y audio mono, lo que permite una mayor calidad audiovisual en televisores y monitores con tales entradas. Un modulador de RF externo se incluyó con la unidad para la conexión a través de la entrada de antena o cable de un televisor.